# Болтогинский наслег
Болтогинский наслег (якут. Болтоҥо нэһилиэгэ) — сельское поселение Чурапчинского улуса Якутии. 
Административный центр и единственный населённый пункт — село Харбала 2-я.

## География
Географически находится в таёжной зоне. Центр наслега, село Харбала 2-я, расположен в 17 км к северо-востоку от села Чурапча (центра Чурапчинского улуса).

## История
Муниципальное образование установлено законом Республики Саха от 30 ноября 2004 года 173-З № 353-III..

## Состав сельского поселения
| № | Населённый пункт | Тип населённого пункта       | Население |
| - | ---------------- | ---------------------------- | --------- |
| 1 | Харбала 2-я      | село, административный центр | ↘570      |
| 2 | Кындал           | село                         | ↘39       |

## Население
| 2002 | 2010 | 2011 | 2012 | 2013 | 2014 | 2015 |
| ---- | ---- | ---- | ---- | ---- | ---- | ---- |
| 676  | ↘653 | →653 | ↘648 | ↘638 | ↘635 | ↘628 |
| 2016 | 2017 | 2018 | 2019 | 2020 | 2021 |      |
| ↗633 | ↘632 | ↘630 | ↘619 | ↗624 | ↘621 |      |